# アルパ
アルパ(arpaまたはharpa)は、撥弦楽器の一種でスペイン語イタリア語でハープの意味である。
日本では特にラテンアメリカのフォルクローレで用いられる民族的な楽器を指す。パラグアイ・ペルー・メキシコ・ベネズエラなどで演奏されており、特に盛んなのはパラグアイである。別名、ラテンハープ、インディアンハープ、パラグアイハープとも呼ばれる。
スペイン語イタリア語ではアルパ奏者のことをアルピスタ（arpista）と呼ぶ。日本では女性奏者が多いが、パラグアイでは男性奏者が多い。
代表曲は「鐘つき鳥 (PAJARO CAMPANA)」「牛乳列車 (TREN LECHERO)」「滝 (CASCADA)」など。

## 奏法と楽器形状

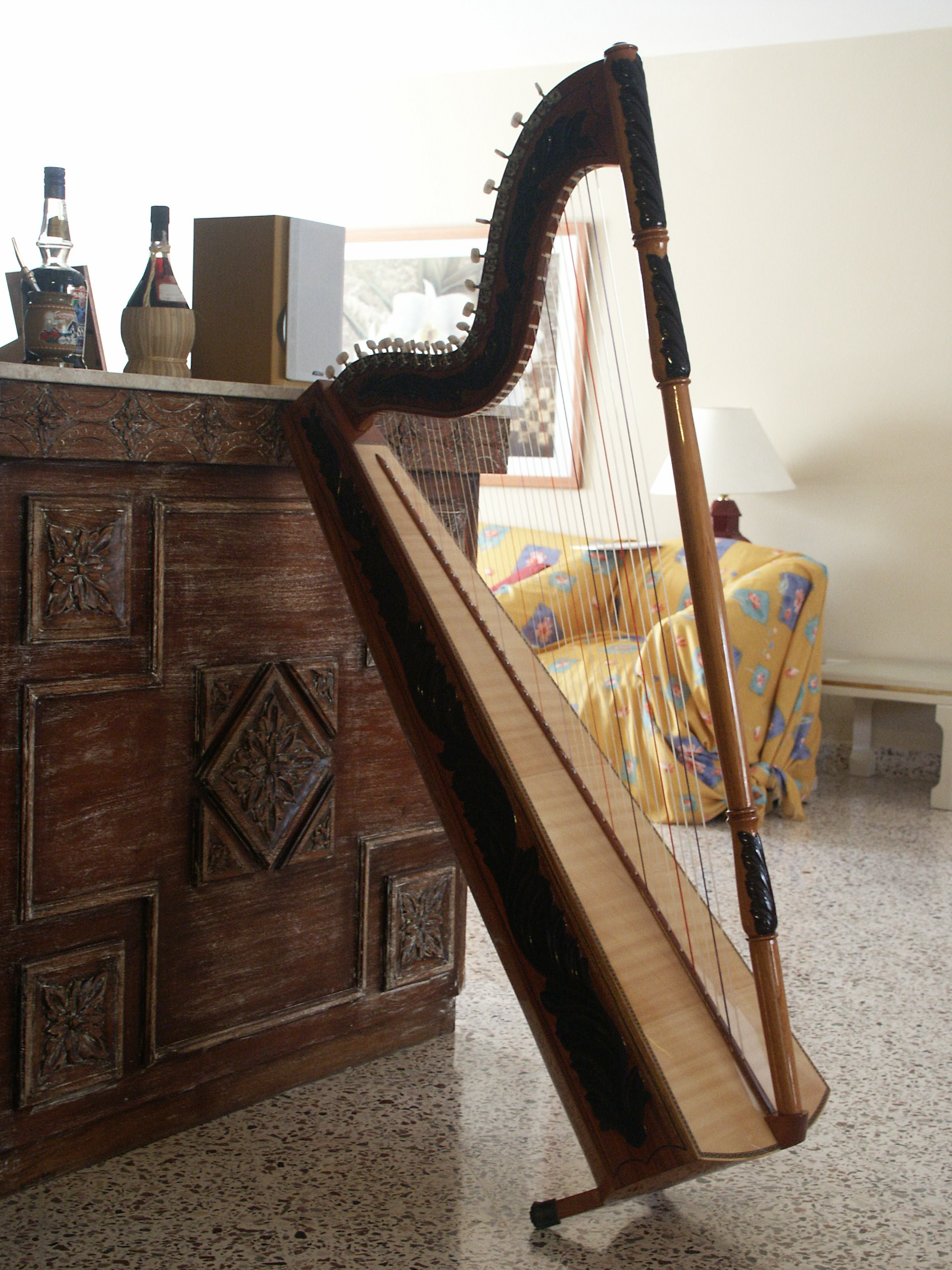
標準的なアルパ

アルパは爪で弾くようにして演奏する。原則は親指・人差し指・中指・薬指を使い小指は使わないが、ニコラス・カバジェーロなどは小指まで使い演奏する。左手でベース、右手でハーモニーを伴ったメロディを演奏するのが標準。メロディは薬指と親指で1オクターブ同時に弾くのが基本的である。
近代になるまで楽譜は無く、曲は口伝えで教えられてきた。
通常弦は36本程度、ヘ長調の音階で調律されており、ヘ音(F)は赤、属音のハ音(C)は青の弦が張られている。弦巻きにはギター用の物が取り付けられることが多いようだ。半音がでないため、ジャベ(llave)という器具を用いて半音を出す。弦と弦支えの間に指を入れて半音を出す方法もあるが、音はあまり良くない。最近では、アルパ本体に半音操作のできるレバーが付けられているクロマティックタイプもある。
大人であれば素手で持ち歩くことができるほどの大きさだが、共鳴箱が大きく見かけによらず豊かな響きを持っている。共鳴箱の側面や支柱には手彫の彫刻や寄木細工などの装飾が施されており、工房や個体によって少しずつ模様が違う。芸術性も高く楽器としてはかなり完成されたものと言える。

## パラグアイのアルパ奏者
- フェリックス・ペレス・カルドーソ
- アパリシオ・ゴンサレス
- アンドレ・マリ
- マリアーノ・ゴンザレス
- ニコラス・カバジェーロ
- エンリケ・カレーラ
- マルシアル・ゲレロ（Marcial Guerrero Portillo）
- マルティン・ポルティーリョ
- マルセーロ・ロハス
- ジョニー・モンテ（フアニート・アルフォンソ）
- マルティン・ロペス

## メキシコのアルパ奏者
- チューチョ・デ・メヒコ

## ベネズエラのアルパ奏者
- ウーゴ・ブランコ（スペイン語版、英語版） -「コーヒールンバ」の演奏で世界的に有名になったアルパ奏者。

## 日本のアルパ奏者
- さかもと鈴
- チコ・本間
- ルシア塩満
- クリスティーナ・上松（上松美香の母親）
- 上松美香
- 志賀昭裕
- 神山里映子
- 峰岸桂子
- 松木亜里沙
- 倉沢信子
- Kayo
- 小野華那子
- 日下部由美
- 久賀島詠子
- 増永雅子
- 川窪裕子
- 倉品真希子
- 黒岩麻衣子
- かとうともこ
- 吉澤陽子
- 金子芽生
- 奥村陽子
- 池山由香
- 高橋咲子
- Tetsuya (ナナカラット)
- 牧野将典
- 高木葉子
- 塩満友紀
- 河瀬あゆか
- 岩佐しおり
- ネルソン鈴木
- 渡辺智子

## 全日本アルパ・コンクール
1997年から2年ごとに開催されている、全日本アルパ・コンクール実行委員会・日本ラテンアメリカ文化交流協会が主催するコンクール。
これまでに全12回開催されており、共催は(財)千葉県文化振興財団。毎回、千葉市で開催されている。
歴代の優勝者には、野中美砂恵、上松美香、増永雅子、森香織、神山里映子、松木亜里沙、金子芽生、坂本鈴、塩満友紀の名前も見られる。
近年の優勝者は第10回(2015年12月)が河瀬あゆか、第11回(2018年4月)が小林知加、第12回(2020年12月)がネルソン鈴木となっている。